# Juan Daniel Cardellino
Juan Daniel Cardellino (Montevideo, 1942. március 4. – 2007. szeptember 8.) uruguayi nemzetközi labdarúgó-játékvezető. Teljes neve: Juan Daniel Cardellino de San Vicente. Polgári foglalkozása  nyomdatulajdonos.

## Pályafutása

### Nemzeti játékvezetés
A játékvezetői vizsgát 1971-ben tette le. A küldési gyakorlat szerint rendszeres partbírói tevékenységet is végzett. 1975-ben lett az I. Liga játékvezetője. A nemzeti játékvezetéstől 1990-ben vonult vissza.

### Nemzetközi játékvezetés
Az Uruguayi labdarúgó-szövetség Játékvezető Bizottsága (JB) terjesztette fel nemzetközi játékvezetőnek, a Nemzetközi Labdarúgó-szövetség (FIFA) 1976-tól tartotta nyilván bírói keretében. A FIFA JB központi nyelvei közül a spanyolt és az angolt beszélte. Több válogatott és nemzetközi klubmérkőzést vezetett, vagy működő társának partbíróként segített. Az uruguayi nemzetközi játékvezetők rangsorában, a világbajnokság sorrendjében többedmagával a 3. helyet foglalja el 8 találkozó szolgálatával. Az aktív nemzetközi játékvezetéstől 1990-ben búcsúzott.

#### Labdarúgó-világbajnokság

##### U20-as labdarúgó-világbajnokság
Japán a 2., az 1979-es ifjúsági labdarúgó-világbajnokságot, a Szovjetunió az 5., az 1985-ös ifjúsági labdarúgó-világbajnokságot rendezte, hol a FIFA JB játékvezetői feladatokkal bízta meg.

###### 1979-es ifjúsági labdarúgó-világbajnokság
| Időpont             | Helyszín           | Mérkőzés típusa              | Mérkőzés          | Eredmény | Nézők száma |
| ------------------- | ------------------ | ---------------------------- | ----------------- | -------- | ----------- |
| 1979. augusztus 25. | Chuo Stadion, Kóbe | csoportmérkőzés (C. csoport) | Kanada–Portugália | 3 : 1    | 10 000      |

###### 1985-ös ifjúsági labdarúgó-világbajnokság
| Időpont             | Helyszín                      | Mérkőzés típusa              | Mérkőzés       | Eredmény | Nézők száma |
| ------------------- | ----------------------------- | ---------------------------- | -------------- | -------- | ----------- |
| 1985. augusztus 26. | Tofik Bahramov Stadion, Baku  | csoportmérkőzés (D. csoport) | Anglia–Kína    | 0 : 2    | 12 000      |
| 1985. szeptember 1. | Tofik Bakhramov Stadion, Bakı | egyik negyeddöntő            | Mexikó–Nigéria | 1 : 2    | 20 000      |

---
A világbajnoki döntőhöz vezető úton Spanyolországba a XII., az 1982-es labdarúgó-világbajnokságra, Mexikóba a XIII., az 1986-os labdarúgó-világbajnokságra és Olaszországba a XIV., az 1990-es labdarúgó-világbajnokságra a FIFA JB bíróként alkalmazta. Selejtező mérkőzéseket a CONMEBOL zónában vezetett. A FIFA JB elvárása szerint, ha nem vezetett, akkor partbíróként tevékenykedett. Két csoportmérkőzésen teljesített szolgálatot, az egyiken egyes számú besorolást kapott, játékvezetői sérülés esetén továbbvezethette volna a találkozót. Világbajnokságokon vezetett mérkőzéseinek száma: 3 + 2 (partbíró).

##### 1982-es labdarúgó-világbajnokság

###### Selejtező mérkőzés
| Időpont         | Helyszín                  | Mérkőzés típusa            | Mérkőzés      | Eredmény |
| --------------- | ------------------------- | -------------------------- | ------------- | -------- |
| 1981. május 24. | Városi Stadion, Guayaquil | CONMEBOL zóna (3. csoport) | Ecuador–Chile | 0 : 0    |

###### Világbajnoki mérkőzés
| Időpont          | Helyszín                        | Mérkőzés típusa              | Mérkőzés                  | Eredmény | Nézők száma |
| ---------------- | ------------------------------- | ---------------------------- | ------------------------- | -------- | ----------- |
| 1982. június 17. | Carlos Tartiere Stadion, Oviedo | csoportmérkőzés (B. csoport) | Chile–Ausztria            | 0 : 1    | 22 000      |
| 1982. július 8.  | Nou Camp Stadion, Barcelona     | egyik elődöntő               | Lengyelország–Olaszország | 0 : 2    | 50 000      |

##### 1986-os labdarúgó-világbajnokság

###### Selejtező mérkőzés
| Időpont            | Helyszín                                             | Mérkőzés típusa            | Mérkőzés          | Eredmény | Nézők száma |
| ------------------ | ---------------------------------------------------- | -------------------------- | ----------------- | -------- | ----------- |
| 1985. május 26.    | Polideportivo de Pueblo Nuevo Stadion, San Cristóbal | CONMEBOL zóna (1. csoport) | Venezuela–Belgium | 2 : 3    | 30 000      |
| 1985. június 9.    | Nemzeti Stadion, Lima                                | CONMEBOL zóna (1. csoport) | Peru–Kolumbia     | 0 : 0    | 40 000      |
| 1985. november 17. | Nemzeti Stadion, Santiago                            | rájátszás                  | Chile–Paraguay    | 2 : 2    | 62 000      |

##### 1990-es labdarúgó-világbajnokság

###### Selejtező mérkőzés
| Időpont              | Helyszín                            | Mérkőzés típusa            | Mérkőzés          | Eredmény |
| -------------------- | ----------------------------------- | -------------------------- | ----------------- | -------- |
| 1989. szeptember 17. | Metropolitano Stadion, Barranquilla | CONMEBOL zóna (2. csoport) | Kolumbia–Paraguay | 2 : 1    |

###### Világbajnoki mérkőzés
| Időpont         | Helyszín                 | Mérkőzés típusa              | Mérkőzés            | Eredmény | Nézők száma |
| --------------- | ------------------------ | ---------------------------- | ------------------- | -------- | ----------- |
| 1990. június 9. | San Nicola Stadion, Bari | csoportmérkőzés (B. csoport) | Oroszország–Románia | 0 : 2    | 43 000      |

#### Olimpiai játékok
Az 1988. évi nyári olimpiai játékok labdarúgó tornájának végső szakaszán a FIFA JB játékvezetőként foglalkoztatta.

##### 1988. évi nyári olimpiai játékok
| Időpont              | Helyszín                | Mérkőzés típusa              | Mérkőzés               | Eredmény | Nézők száma |
| -------------------- | ----------------------- | ---------------------------- | ---------------------- | -------- | ----------- |
| 1988. szeptember 17. | Goodeok Stadion, Puszan | csoportmérkőzés (A. csoport) | Kína–NSZK              | 0 : 3    | 24 000      |
| 1988. szeptember 25. | Goodeok Stadion, Puszan | egyik negyeddöntő            | Szovjetunió–Ausztrália | 3 : 0    | 7 000       |

#### Copa América
A Dél-amerikai válogatottak első számú tornáját a CONMEBOL szervezi. Négy, a torna döntőjéhez vezető úton az 1979-es Copa América, a 31.-ik és a  a 32.-ik, az 1983-as Copa América döntőnek nem volt házigazdája, az 1987-es Copa América versenyt, a 33.-at Argentína, az 1989-es Copa América a 34.-ik torna házigazdája Brazília volt, ahol a  CONMEBOL JB bírói szolgálatokra alkalmazta.

##### 1979-es Copa América

###### Copa América mérkőzés
| Időpont           | Helyszín                  | Mérkőzés típusa          | Mérkőzés   | Eredmény | Nézők száma |
| ----------------- | ------------------------- | ------------------------ | ---------- | -------- | ----------- |
| 1979. október 24. | Nemzeti Stadion, Santiago | egyenes kieséses szakasz | Chile–Peru | 0 : 0    | 75 000      |

##### 1983-as Copa América

###### Copa América mérkőzés
| Időpont             | Helyszín                         | Mérkőzés típusa              | Mérkőzés           | Eredmény | Nézők száma |
| ------------------- | -------------------------------- | ---------------------------- | ------------------ | -------- | ----------- |
| 1983. augusztus 24. | Monumental Stadion, Buenos Aires | csoportmérkőzés (B. csoport) | Argentína–Brazília | 1 : 0    | 70 000      |
| 1983. szeptember 7. | Monumental Stadion, Buenos Aires | csoportmérkőzés (B. csoport) | Argentína–Ecuador  | 2 : 2    | 40 0000     |

##### 1987-es Copa América

###### Copa América mérkőzés
| Időpont         | Helyszín                          | Mérkőzés típusa              | Mérkőzés       | Eredmény | Nézők száma |
| --------------- | --------------------------------- | ---------------------------- | -------------- | -------- | ----------- |
| 1987. július 3. | Chateau Carreras Stadion, Córdoba | csoportmérkőzés (B. csoport) | Chile–Brazília | 4 : 0    | 15 000      |

##### 1989-es Copa América

###### Copa América mérkőzés
| Időpont          | Helyszín                         | Mérkőzés típusa              | Mérkőzés           | Eredmény | Nézők száma |
| ---------------- | -------------------------------- | ---------------------------- | ------------------ | -------- | ----------- |
| 1989. július 1.  | Fonte Nova Stadion, Salvador     | csoportmérkőzés (A. csoport) | Brazília–Venezuela | 3 : 1    | 35 000      |
| 1989. július 12. | Maracanã Stadion, Rio de Janeiro | egyik negyeddöntő            | Brazília–Argentína | 2 : 0    | 110 000     |

#### Nemzetközi kupamérkőzések
Vezetett kupadöntők száma: 1.

##### Interkontinentális kupa
| Időpont          | Helyszín                               | Mérkőzés típusa        | Mérkőzés                                | Eredmény | Nézők száma |
| ---------------- | -------------------------------------- | ---------------------- | --------------------------------------- | -------- | ----------- |
| 1980. március 2. | Defensores del Chaco Stadion, Asunción | második döntő mérkőzés | Club Olimpia Asuncion (paraguayi)–Malmö | 2 : 1    | 47 000      |

##### Copa Libertadores
| Időpont           | Helyszín                               | Mérkőzés típusa        | Mérkőzés                                          | Eredmény | Nézők száma |
| ----------------- | -------------------------------------- | ---------------------- | ------------------------------------------------- | -------- | ----------- |
| 1979. június 27.  | Olimpiai Stadion, Buenos Aires         | második döntő mérkőzés | CA Boca Juniors–Club Olimpia Asuncion             | 0 : 0    | 65 000      |
| 1984. június 24.  | Monumental Stadion, Buenos Aires       | első döntő mérkőzés    | Grêmio Foot-Ball Porto Alegrense–CA Independiente | 0 : 1    | 75 000      |
| 1986. október 22. | Pascual Guerrero Stadion, Bogotá       | első döntő mérkőzés    | América de Cali–CA River Plate                    | 1 : 2    | 50 000      |
| 1990. október 3.  | Defensores del Chaco Stadion, Asunción | első döntő mérkőzés    | Olimpia Asuncion–Barcelona SC                     | 2 : 0    | 35 000      |

## Sportvezetőként
Játékvezetői pályafutását befejezve az Uruguayi Labdarúgó-szövetség Játékvezető Bizottságának (JB) [AUDAF] elnöke volt.

## Szakmai sikerek
1991-ben a nemzetközi játékvezetés hírnevének erősítése, hazájában 10 éve a legmagasabb Ligában (osztályban) folyamatosan tevékenykedő, eredményes pályafutása elismeréseként, a FIFA JB felterjesztésére az 1965-ben alapított International Referee Special Award címmel és oklevéllel tüntette ki.

## Külső hivatkozások
- Juan Daniel Cardellino. World Referee. [2016. március 4-i dátummal az eredetiből archiválva]. (Hozzáférés: 2011. december 16.)
- Juan Daniel Cardellino. footballzz.com. (Hozzáférés: 2011. december 16.)
- Juan Daniel Cardellino. footballdatabase.eu. (Hozzáférés: 2011. december 16.)
- Juan Daniel Cardellino. scoreshelf.com. [2015. november 3-i dátummal az eredetiből archiválva]. (Hozzáférés: 2011. december 16.)
- Juan Daniel Cardellino. weltfussball.de. (Hozzáférés: 2011. december 16.)

| Elődje: Gaston Castro Makuc | Copa Libertadores döntő 1978–1979 | Utódja: Jorge Romero (argentin) |

| Elődje: Edison Peréz Nuñez | Copa Libertadores döntő 1983–1984 | Utódja: Mário Lira (chilei) |

| Elődje: Hernán Silva | Copa Libertadores döntő 1985–1986 | Utódja: José Roberto Wright |

| Elődje: Juan Carlos Loustau | Copa Libertadores döntő 1989–1990 | Utódja: Juan Carlos Loustau |